# Rufio (gruppo musicale)
I Rufio sono un gruppo musicale pop punk/emo statunitense, fondato a Rancho Cucamonga (California) nel 2000.

## Storia del gruppo
I Rufio si formarono quando il bassista Jon Berry era appena uscito dal college e gli altri tre membri, Scott Sellers, Mike Jimenez, e Clark Domae erano all'ultimo anno. Sellers incontrò Berry e cominciarono a suonare insieme in vari gruppi. Successivamente Berry e Sellers cominciarono a registrare, e chiesero a Jimenez di ascoltare i loro pezzi e di suonare per loro la batteria. Domae si aggiunse in breve e completò la formazione. La band prese il nome dal personaggio Rufio, leader dei bambini sperduti di Peter Pan, film che ispirò la canzone Hook.

## Formazione

### Ultima
- Scott Sellers – voce, chitarra (2000-2007, 2010-2012)
- Clark Domae – chitarra, voce secondaria (2000-2007, 2010-2012)
- Taylor Albaugh – basso (2010-2012)
- Terry Stirling Jr. – batteria (2010-2012)

### Ex componenti
- Alex Lewis – basso, voce secondaria (2006-2007)
- Nathan Walker – batteria (2006-2007)
- Jon Berry – basso (2000-2005)
- Mike Jimenez – batteria (2000-2005)

## Discografia

### Album in studio
- 2001 – Perhaps, I Suppose...
- 2003 – MCMLXXXV
- 2005 – The Comfort of Home
- 2010 – Anybody Out There

### EP
- 2003 – Rufio EP
- 2010 – The Loneliest EP

### Apparizioni in compilation
- 2005 – Punk Goes 80's